# Trichopteryx microloba
Trichopteryx microloba là một loài bướm đêm trong họ Geometridae.